# Tour Astro
Der Tour Astro (niederländisch Astrotoren, deutsch Astro-Turm) ist ein Wolkenkratzer in der belgischen Hauptstadt Brüssel. Er steht an der nordöstlichen Ecke des kleinen Ring, in der Gemeinde Saint-Josse-ten-Noode, in direkter Nachbarschaft zum Tour Madou. Der Tour Astro ist 107 Meter hoch und somit eines der höchsten Gebäude in Belgien. Er wurde 1974 errichtet.
Das Finanzunternehmen Fortis hat das Gebäude von 2005 bis 2011 gepachtet. Von 2017 bis 2021 wurde das Gebäude einer umfangreichen Renovierung unterzogen. Der ehemalige Besitzer des Gebäudes HPG Belgium NV, verkaufte den Tour Astro im April 2008 an den spanischen Investor Luresa. 2016 wurde der Turm erneut an die Patrizia AG verkauft und 2021 wurde er an Union Investment weiterverkauft.